# Messmör

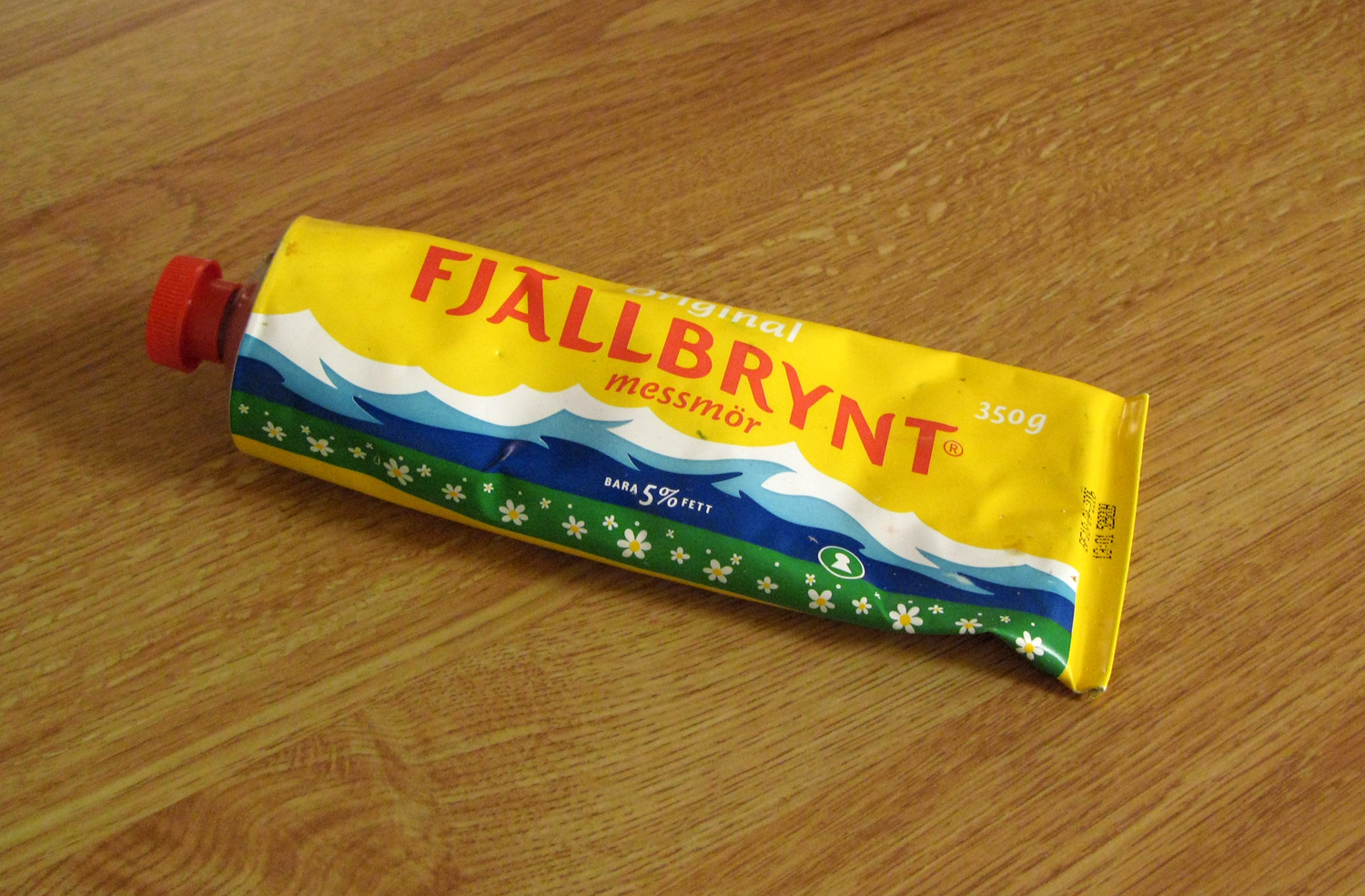
En tub med messmör.

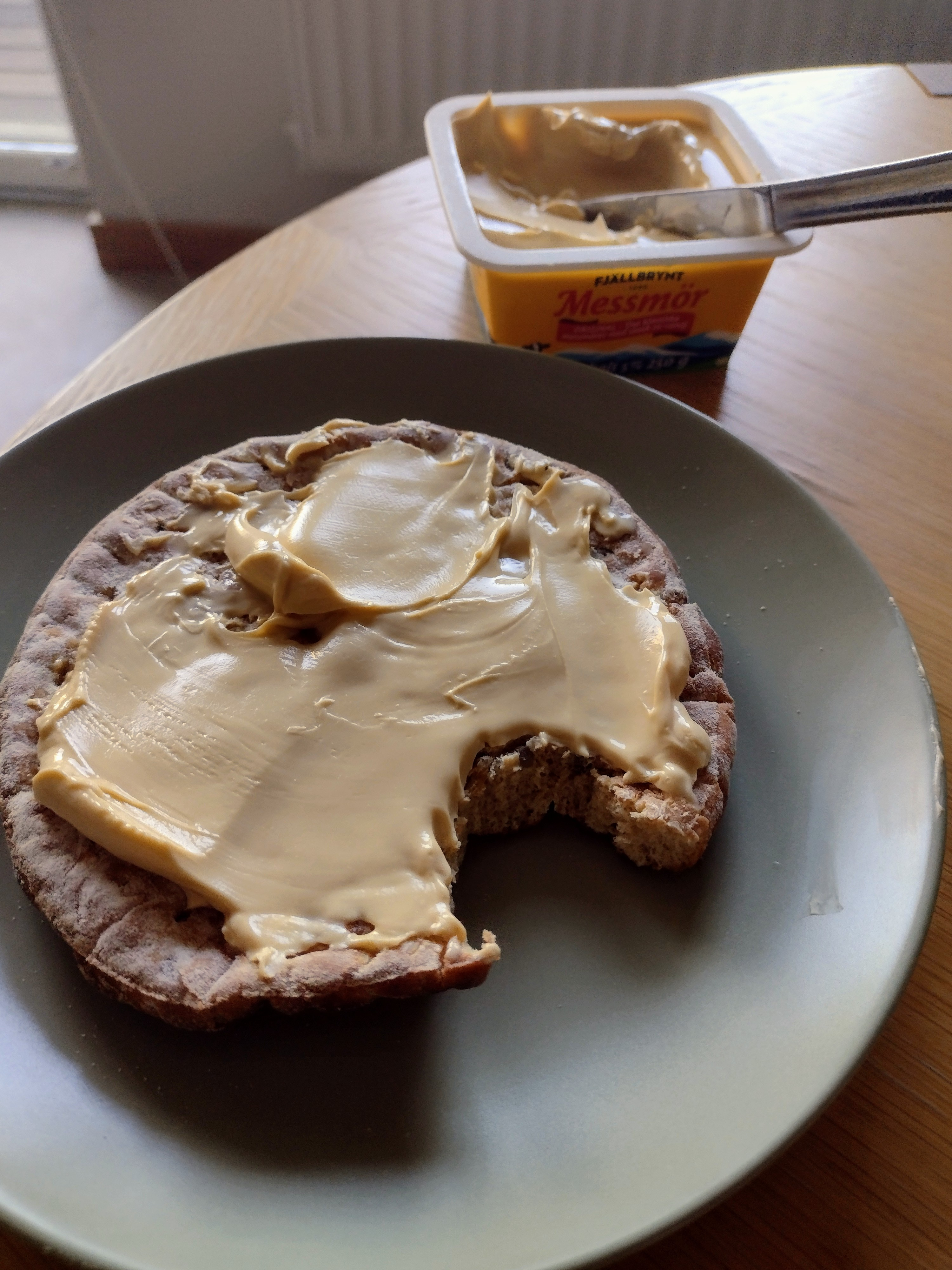
En smörgås med messmör.

Messmör är en mejeriprodukt som främst används som smörgåspålägg. Den finns framför allt i två varianter: getmessmör med getmjölk som bas och messmör med komjölk som bas. Tillverkningen går till så att vasslen, som pressas ut från osten vid ystningen, kokas ihop till dess den karamelliseras och får en brunaktig färg. Av detta gör man sedan messmör, getmessmör eller mesost. Mesvarorna innehåller mineralämnen som till exempel järn och kalcium, samt vassleprotein. Förutom av några få bymejerier och fäbodar produceras messmör av Fjällbrynt AB i Haninge, Stockholm och av Tine Meierier i Kleppe, Norge.

## Historia
Messmöret hör främst hemma i det skandinaviska fäbodområdet. En snarlik produkt, förekommer dock även i Alpområdet (tyska: de:Molkenbutter). På fäbodarna brukade man koka messmöret på somrarna i stora kopparkittlar över öppen eld, samtidigt som man rörde med en stor träslev så inte meskoket skulle bränna fast.